# Mainzer Verkehrsgesellschaft

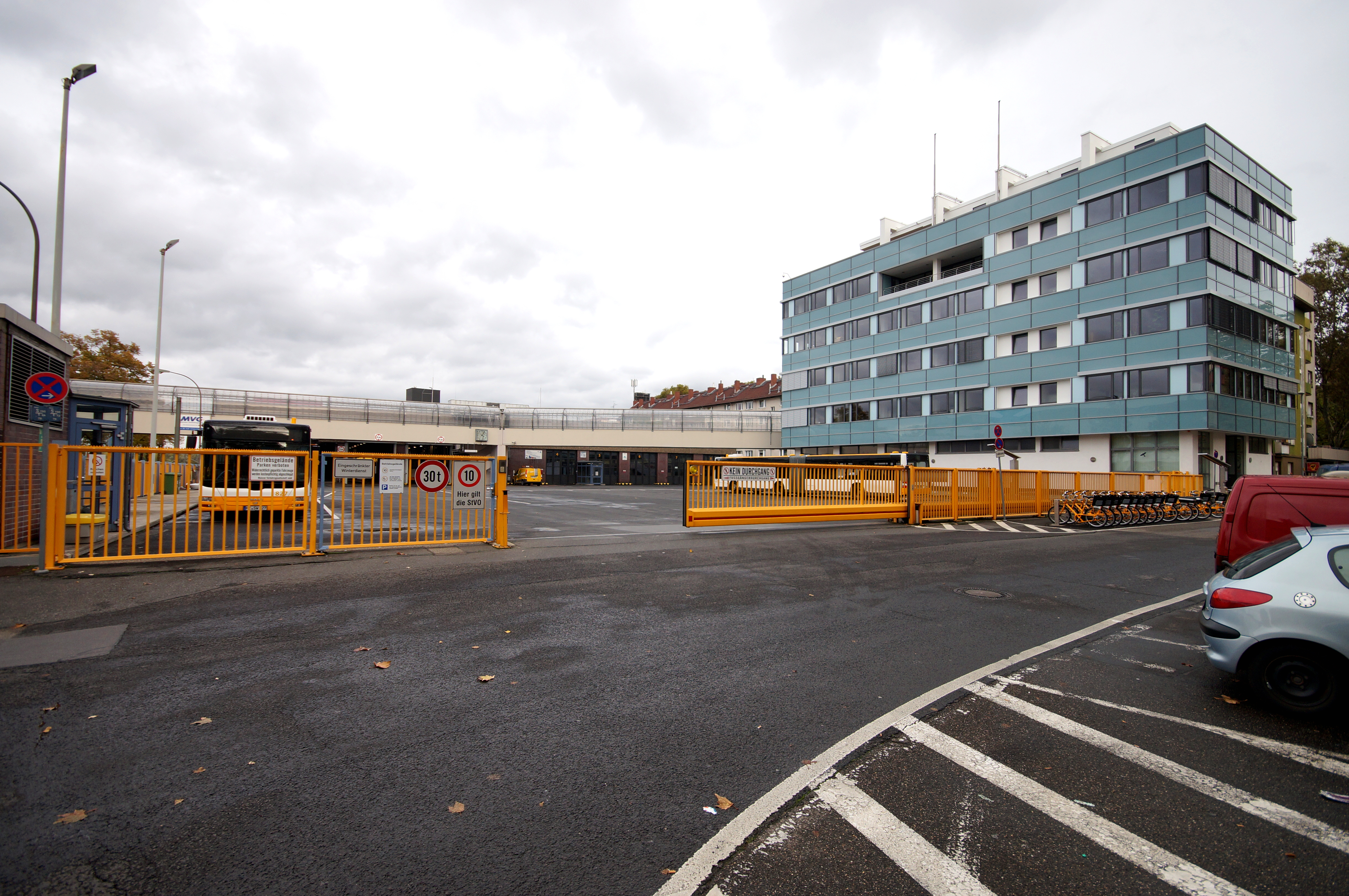
Der Sitz und der Betriebshof der Mainzer Mobilität in der Mozartstraße in Mainz-Neustadt

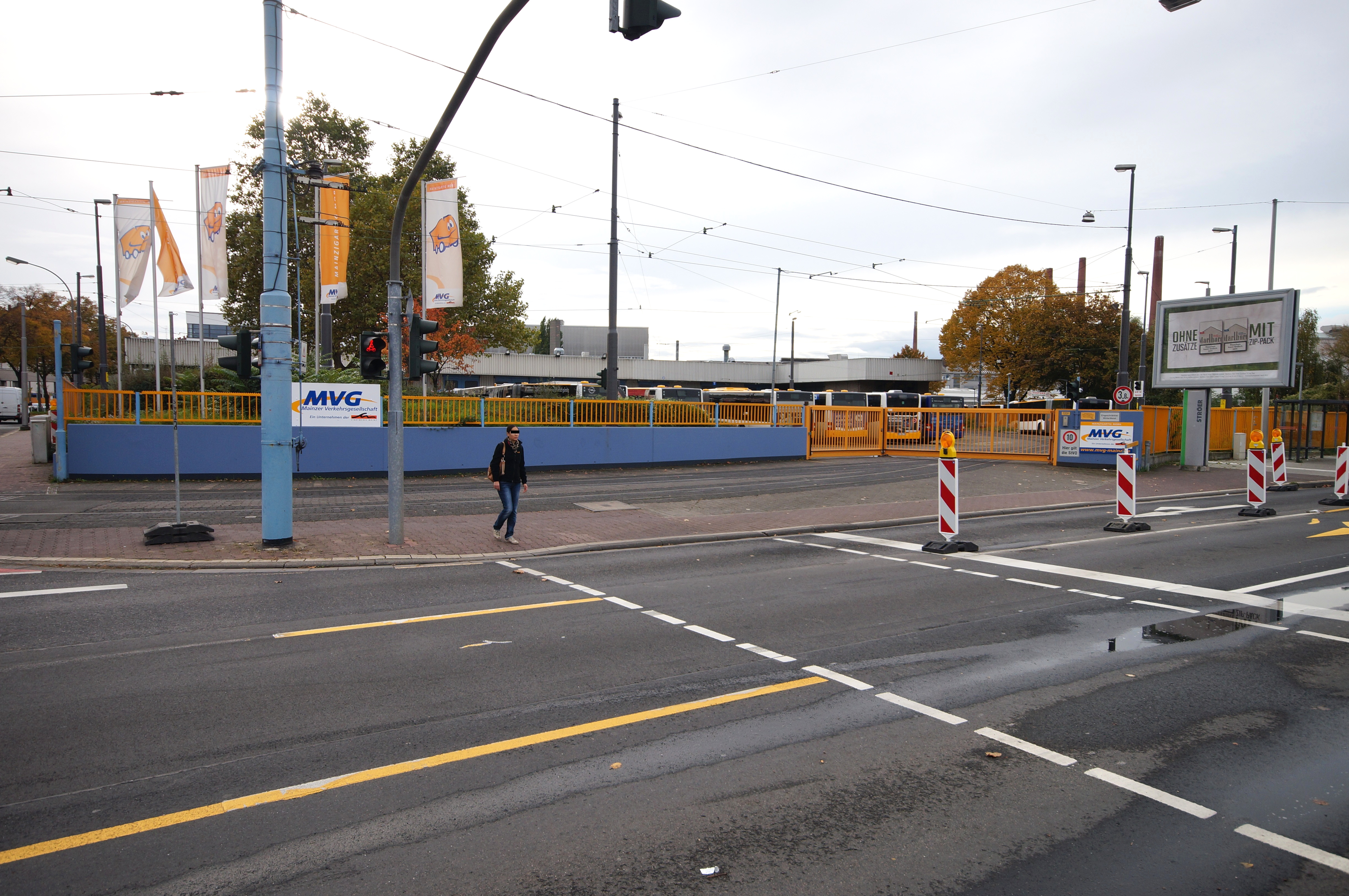
Der Sitz und der Betriebshof der Mainzer Verkehrsgesellschaft in der Rheinallee in Mainz-Neustadt

Die Mainzer Verkehrsgesellschaft (MVG) mbH ist eine im Januar 2001 ausgegründete hundertprozentige Tochtergesellschaft der Mainzer Stadtwerke AG. Sie ist als integriertes Verkehrsunternehmen Inhaberin der Konzession für den öffentlichen Personennahverkehr in der rheinland-pfälzischen Landeshauptstadt Mainz. In den ehemaligen rechtsrheinischen Stadtteilen, die heute zur hessischen Landeshauptstadt Wiesbaden gehören und in einigen angrenzenden Gemeinden in den Landkreisen Groß-Gerau und Mainz-Bingen bestehen Gemeinschaftskonzessionen mit anderen Verkehrsunternehmen, im hessischen Bereich sind zudem auch die Vorgaben der lokalen Nahverkehrsgesellschaften zu beachten.
Seit November 2017 führt das Unternehmen den Betrieb unter der Marke Mainzer Mobilität, ohne dass hierfür aber die Gesellschaftsbezeichnung geändert wurde. Formal handelt es sich daher noch immer um die Mainzer Verkehrsgesellschaft mbH. Sie befördert an Werktagen über 180.000 Fahrgäste, im Jahr mehr als 51 Millionen.

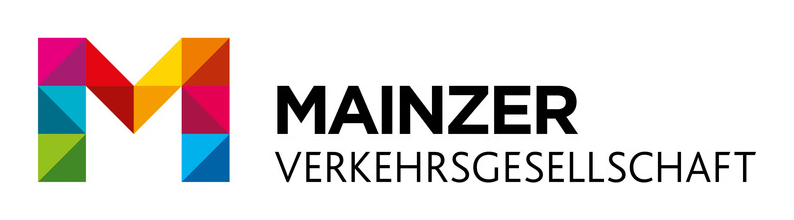
Logo der Mainzer Verkehrsgesellschaft mbH (MVG) seit 2016

## Geschichte des Nahverkehrs in Mainz
Der öffentliche Nahverkehr in Mainz hat eine lange Tradition. Von der Pferdebahn ab 1883 über die Dampfbahn bis hinzu den heutigen Verkehrsträgern Omnibus und Straßenbahn haben die Mainzer Straßen schon einige Verkehrsmittel erlebt. Im Omnibusbereich gab es sogar über zwei Jahrzehnte sogenannte O-Busse (Oberleitungsbusse) mit elektrischem Antrieb. In seiner größten Ausdehnung hatte das Straßenbahnnetz im Jahr 1927 39 km Streckenlänge. Heute sind es noch 29,7 km. Mittlerweile trägt der Bus mit ca. 80 % der Fahrgäste die Hauptlast. Er hat damit der Straßenbahn seit den 1950er-Jahren als Verkehrsträger Nr. 1 den Rang abgelaufen. Seit April 2012 kommt als dritter Betriebszweig das Fahrrad unter dem Produktnamen „MVGmeinRad“ dazu, der mittlerweile in eine Tochtergesellschaft, der MVGmeinRad GmbH, ausgegliedert ist.

## Verkehrsverbund Mainz-Wiesbaden und Kooperation mit RMV und RNN
Die Mainzer Verkehrsgesellschaft und die ESWE Verkehrsgesellschaft fahren unter dem Dach des Verkehrsverbundes Mainz-Wiesbaden (VMW). Der VMW besteht bereits seit 1974 und unterstützt die engen verkehrlichen Verflechtungen zwischen den beiden Landeshauptstädten. Dafür bestehen seit vielen Jahren Gemeinschaftslinien beider Unternehmen im Busverkehr, die Mainz und Wiesbaden neben den Bahnverbindungen und der S-Bahn verbinden.
Die Stadt Mainz als mittelbarer Eigentümer der Mainzer Verkehrsgesellschaft ist aufgrund ihrer Lage mit dem Verkehrsgebiet in den Ländern Rheinland-Pfalz und Hessen weder vollwertiges Mitglied im Rhein-Main-Verkehrsverbund (RMV) noch im rheinland-pfälzischen Rhein-Nahe-Nahverkehrsverbund (RNN). Mit beiden Verbünden besteht ein Kooperationsvertrag des VMW. Innerhalb des VMW gilt eine gesonderte Preisstufe des RMV. Der Tarif des RNN gilt nur für Verkehre zwischen dem VMW-Gebiet und dem RNN-Verbundgebiet. Zur besseren verkehrlichen Verbindung mit dem rheinhessischen Umland wurden im Dezember 2002 insgesamt fünf Stadt-Umland-Linien als Gemeinschaftslinien mit dem Verkehrsunternehmen Omnibusverkehr Rhein-Nahe (ORN) eingeführt.

## Neustrukturierungen des Liniennetzes

### 2000
Zum Fahrplanwechsel am 28. Mai 2000 wurde das Liniennetz grundlegend geändert. Mit dem Ziel der Optimierung des ÖPNV in Mainz und damit verbundenen Betriebskosteneinsparungen wurden die Linienäste neu geordnet. Gleichzeitig wurden auch die Liniennummern geändert, da diese innerhalb des VMW auf Druck von RMV und RNN neu geordnet werden mussten. So wurde für Mainz der Nummernbereich 50 bis 99 vergeben. An Wiesbaden ging der Nummernbereich 1 bis 49. Zu den Ausnahmen zählen die Gemeinschaftslinien mit ESWE Verkehr: 6, 9, 28, 33 sowie nach der später erfolgten Verlängerung der Linien auf Mainzer Stadtgebiet zwischenzeitlich auch die Linien 45 und 47.

Ehemaliges Logo der Mainzer Verkehrsgesellschaft mbH mindestens ab 2008

Bedingt durch die Optimierung wurde auch ein einheitlicher Takt an den Werktagen eingeführt. Dies hatte erhebliche Kürzungen des Fahrplanangebotes zur Folge. Trotz Protesten aus der Bevölkerung wurde bis heute an den meisten Änderungen festgehalten. Durch Linienbündelungen z. B. 62 und 63 ergibt sich ein Takt von 10 bzw. 15 Minuten auf wichtigen, gemeinsam befahrenen Strecken innerhalb des Stadtgebiets, wobei das Grundnetz weitestgehend aus den geraden Liniennummern besteht. Die Tageslinien, d. h. alle ungeraden Liniennummern (z. B. 63), verkehrten dementsprechend verstärkend, in der Regel nur bis 20 Uhr im 20- bzw. 30-Minuten-Takt.

### 2016

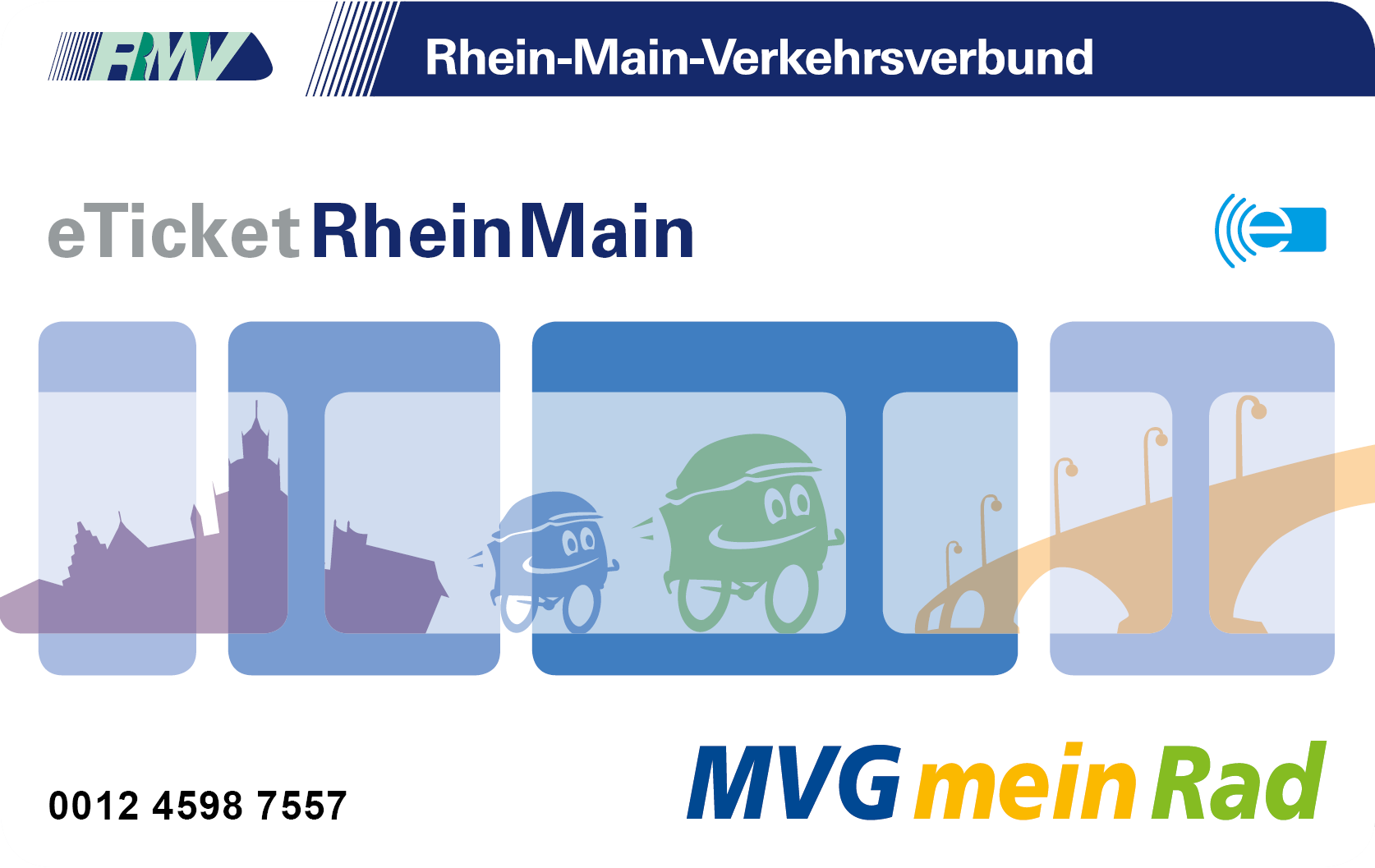
Ehemaliges RMV E-Ticket von der Mainzer Verkehrsgesellschaft mbH, mindestens seit 2011

Bedingt durch die Neueröffnung der Mainzelbahn-Strecke kam es mit dem Fahrplanwechsel am 11. Dezember 2016 erneut zu teils grundlegenden Änderungen im Liniennetz. Um Parallelverkehr zu den Straßenbahnlinien 51, 53 und 59, die seitdem in Richtung Universität, Bretzenheim und dem Lerchenberg verkehren, zu vermeiden, kam es zu einer Neuordnung der Linienäste und zum Wegfall der Buslinien 58, 69 und 79, die ganz oder in Teilen von anderen Buslinien befahren werden. Im Zuge des Fahrplanwechsels wurden auch die gemeinsam mit der ESWE Verkehr betriebenen Gemeinschaftslinien 45 und 47 auf Mainzer Seite eingestellt und durch die Linien 76 und 78 teilweise oder komplett ersetzt, da seit der Sperrung der Schiersteiner Brücke am 10. Februar 2015 ein gemeinschaftlicher Busbetrieb zwischen ESWE Verkehr und der Mainzer Verkehrsgesellschaft über die Schiersteiner Brücke nicht mehr möglich war.

### 2020
Unter dem Titel „Fahrplan 2020“ wurde das Liniennetz zum Fahrplanwechsel im Dezember erneut gravierend verändert. Gleichzeitig wurde der Grundtakt der Linien fest auf einen Halbstundentakt fixiert. Daraus resultierte, vorwiegend in den Bereichen, die nur von einer Linie bedient werden, eine teilweise erhebliche Einschränkung der angebotenen Verkehrsleistungen, während die beworbenen Verbesserungen nur auf relativ wenigen Streckenabschnitten tatsächlich eintraten. Insbesondere in Kostheim führte die Linienänderung zu deutlichen Protesten.

### 2022
Am 1. April 2022 wurde das Busnetz nochmals zum Teil umstrukturiert. Dabei werden nun vor allem die umliegenden Ortschaften im Landkreis Mainz-Bingen wie z. B. Budenheim, Ingelheim, Heidesheim oder die Verbandsgemeinde Bodenheim besser ans Liniennetz angebunden. Es entstanden mit den neuen Linien 80 und 81 zum ersten Mal Linien im 80er-Nummernbereich, diese ersetzen die 61. Zudem bedient die Linie 54 mit der neuen Start- und Endhaltestelle „Haagweg“ nun die Gustavsburger Gewerbe- und Industriegebiete. Ab Oktober 2022 werden mit Betriebsaufnahme der Kommunalverkehr Rhein-Nahe (KRN) dann noch mehr Fahrten zwischen Mainz und einigen Umlandgemeinden angeboten.
In einem zweiten Schritt wurde am 17. Oktober 2022 das Liniennetz im Landkreis Mainz-Bingen neu gegliedert, weshalb es zu weiteren Veränderungen kam. So wurden u. a. die Linien 75 und 650 zu der Buslinie 630 zusammengelegt und die Linien 653, 654 und 656 neu eingeführt. Alle Regionalbuslinien werden nun von der KRN mit teils dichterem Takt betrieben. Des Weiteren verkehrt die Linie 55 nur noch bis nach Lerchenberg.

## Ausgliederungen
Im Rahmen der rechtlichen Vorgaben ist in den letzten Jahren der Druck gewachsen, die traditionellen Defizite im öffentlichen Personennahverkehr zu vermindern. Die MVG hat zu diesem Zweck die beiden Tochtergesellschaften City-Bus Mainz GmbH (CBM) und Mainzer Verkehrs-Service GmbH (MVS) gegründet, bei denen andere Tarifverträge gelten, was sich bei den Personalkosten nachhaltig auswirkt. Die CBM stellt dabei einen Großteil des Fahrpersonals, während die MVS sich hauptsächlich mit dem Bereich Fahrscheinkontrolle beschäftigt. Neueinstellungen bei der Mainzer Verkehrsgesellschaft selbst gibt es nur in den Bereichen der Verwaltung und der Werkstätten.
Am 1. Januar 2018 wurde die CBM in die MVG integriert.

## Beteiligungen
Die Mainzer Verkehrsgesellschaft ist mit 2,53 % an der VDV eTicket Service GmbH & Co. KG (Köln) beteiligt. Darüber hinaus ist die MVG mit 100 % an der MVGmeinRad GmbH und mit 50 % an der Verkehrs-Verbund Mainz-Wiesbaden GmbH (VMW) beteiligt.

## Liniennetz

### Straßenbahnlinien

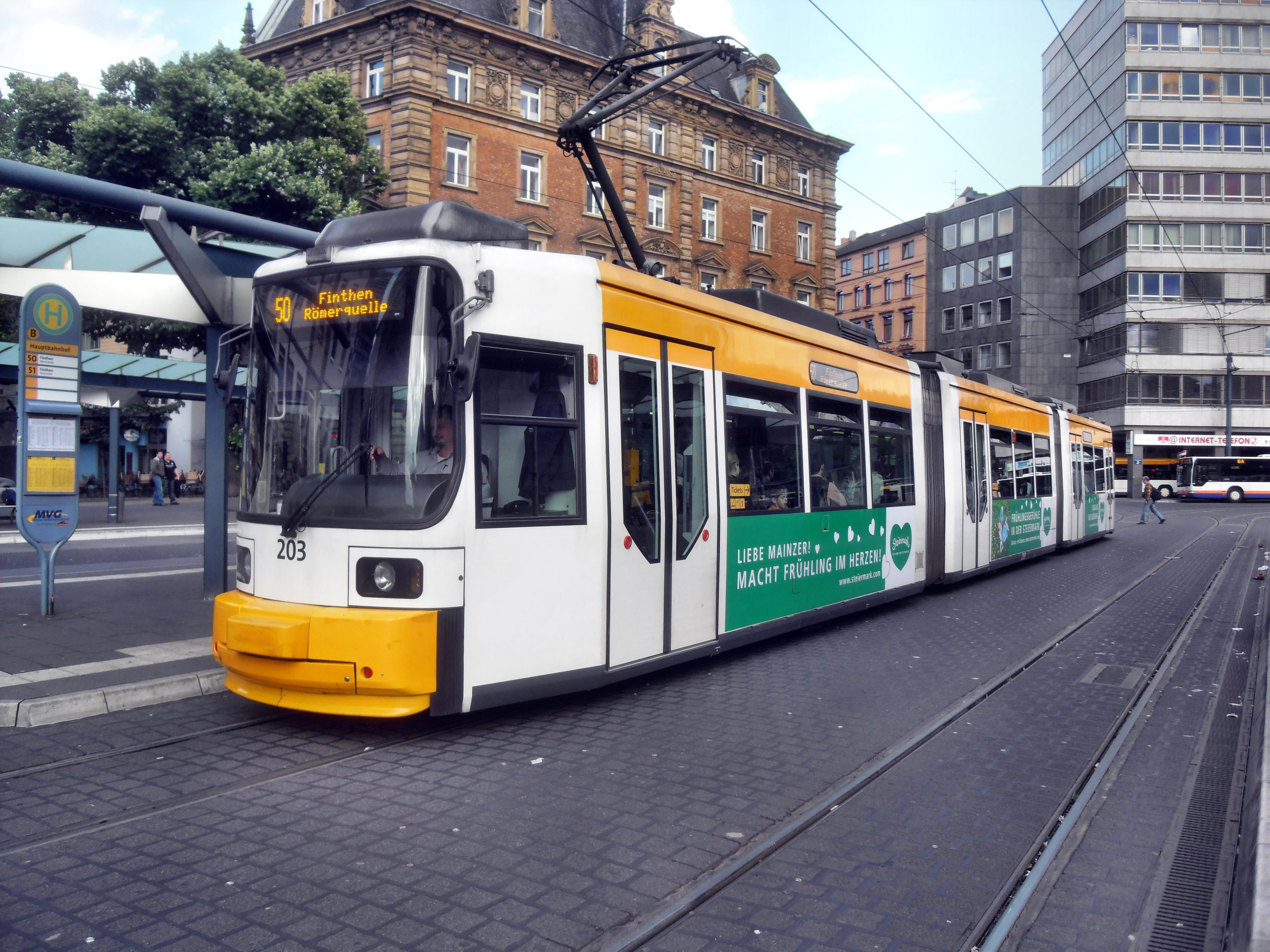
Straßenbahn des Typs GT6M am Mainzer Hauptbahnhof

| Linie | Linienweg |
| ----- | --- |
| 50    | Hechtsheim Bürgerhaus – Mühldreieck – Pariser Tor – Schillerplatz – Mainz Hauptbahnhof – Bismarckplatz – Kapellenstraße – Finthen Römerquelle         |
| 51    | Lerchenberg Hindemithstraße – Hochschule Mainz – Universität – Mainz Hauptbahnhof – Bismarckplatz – Kapellenstraße – Finthen Poststraße               |
| 52    | Hechtsheim Am Schinnergraben – Pariser Tor – Schillerplatz – Mainz Hauptbahnhof – Bretzenheim Bahnstraße                                              |
| 53    | Lerchenberg Hindemithstraße – Hochschule Mainz – Universität – Mainz Hauptbahnhof – Schillerplatz – Pariser Tor – Mühldreieck – Hechtsheim Bürgerhaus |
| 59    | Hochschule Mainz – Universität – Mainz Hauptbahnhof – Bismarckplatz – Zollhafen                                                                       |

### Buslinien
| Linie | Linienweg | Linienweg | Linienweg |
| ----- | --- | --- | --- |
| 6     | Wiesbaden Nordfriedhof – Wiesbaden Hauptbahnhof – Bahnhof Wiesbaden Ost – Amöneburg Dyckerhoffstraße – Kastel Brückenkopf (– Mainz Hauptbahnhof) – Mainz Hauptbahnhof West – Universität – Münchfeld – Gonsenheim Wildpark                                                                       | Wiesbaden Nordfriedhof – Wiesbaden Hauptbahnhof – Bahnhof Wiesbaden Ost – Amöneburg Dyckerhoffstraße – Kastel Brückenkopf (– Mainz Hauptbahnhof) – Mainz Hauptbahnhof West – Universität – Münchfeld – Gonsenheim Wildpark                                                                       | Wiesbaden Nordfriedhof – Wiesbaden Hauptbahnhof – Bahnhof Wiesbaden Ost – Amöneburg Dyckerhoffstraße – Kastel Brückenkopf (– Mainz Hauptbahnhof) – Mainz Hauptbahnhof West – Universität – Münchfeld – Gonsenheim Wildpark                                                                       |
| 9     | Wiesbaden-Schierstein Oderstraße – Zeilstraße – Äppelallee-Center – Biebrich Rheinufer – Amöneburg Dyckerhoffstraße – Kastel Brückenkopf – Mainz Hauptbahnhof | Wiesbaden-Schierstein Oderstraße – Zeilstraße – Äppelallee-Center – Biebrich Rheinufer – Amöneburg Dyckerhoffstraße – Kastel Brückenkopf – Mainz Hauptbahnhof | Wiesbaden-Schierstein Oderstraße – Zeilstraße – Äppelallee-Center – Biebrich Rheinufer – Amöneburg Dyckerhoffstraße – Kastel Brückenkopf – Mainz Hauptbahnhof |
| 28    | Wiesbaden Nordfriedhof – Wiesbaden Platz der Deutschen Einheit – Wiesbaden Hauptbahnhof – Erbenheim Egerstraße – Delkenheim Domäne Mechtildshausen – Kastel Otto-Suhr-Ring – Kastel Bahnhof – Kastel Brückenkopf – Mainz Höfchen – Schusterstraße – Synagogenplatz – Goetheplatz – Bismarckplatz | Wiesbaden Nordfriedhof – Wiesbaden Platz der Deutschen Einheit – Wiesbaden Hauptbahnhof – Erbenheim Egerstraße – Delkenheim Domäne Mechtildshausen – Kastel Otto-Suhr-Ring – Kastel Bahnhof – Kastel Brückenkopf – Mainz Höfchen – Schusterstraße – Synagogenplatz – Goetheplatz – Bismarckplatz | Wiesbaden Nordfriedhof – Wiesbaden Platz der Deutschen Einheit – Wiesbaden Hauptbahnhof – Erbenheim Egerstraße – Delkenheim Domäne Mechtildshausen – Kastel Otto-Suhr-Ring – Kastel Bahnhof – Kastel Brückenkopf – Mainz Höfchen – Schusterstraße – Synagogenplatz – Goetheplatz – Bismarckplatz |
| 33    | Kostheim Winterstraße – Kastel Otto-Suhr-Ring – (Kastel Peter-Sander-Straße –) Amöneburg Dyckerhoffstraße – Bahnhof Wiesbaden Ost – Wiesbaden Hauptbahnhof – Wiesbaden Platz der Deutschen Einheit – Wiesbaden Fasaneriestraße – Wiesbaden Tierpark Fasanerie                                    | Kostheim Winterstraße – Kastel Otto-Suhr-Ring – (Kastel Peter-Sander-Straße –) Amöneburg Dyckerhoffstraße – Bahnhof Wiesbaden Ost – Wiesbaden Hauptbahnhof – Wiesbaden Platz der Deutschen Einheit – Wiesbaden Fasaneriestraße – Wiesbaden Tierpark Fasanerie                                    | Kostheim Winterstraße – Kastel Otto-Suhr-Ring – (Kastel Peter-Sander-Straße –) Amöneburg Dyckerhoffstraße – Bahnhof Wiesbaden Ost – Wiesbaden Hauptbahnhof – Wiesbaden Platz der Deutschen Einheit – Wiesbaden Fasaneriestraße – Wiesbaden Tierpark Fasanerie                                    |
| 54    | Gustavsburg Haagweg – Gustavsburg Bahnhof – Kostheim Uthmannstraße – Kastel Bahnhof – Kastel Brückenkopf – Landtag – Höfchen – Mainz Hauptbahnhof – Universität – Drais – Lerchenberg Hebbelstraße – (Lerchenberg Hindemithstraße) – Ober-Olm Forsthaus – Klein-Winternheim Bahnhof              | Gustavsburg Haagweg – Gustavsburg Bahnhof – Kostheim Uthmannstraße – Kastel Bahnhof – Kastel Brückenkopf – Landtag – Höfchen – Mainz Hauptbahnhof – Universität – Drais – Lerchenberg Hebbelstraße – (Lerchenberg Hindemithstraße) – Ober-Olm Forsthaus – Klein-Winternheim Bahnhof              | Gustavsburg Haagweg – Gustavsburg Bahnhof – Kostheim Uthmannstraße – Kastel Bahnhof – Kastel Brückenkopf – Landtag – Höfchen – Mainz Hauptbahnhof – Universität – Drais – Lerchenberg Hebbelstraße – (Lerchenberg Hindemithstraße) – Ober-Olm Forsthaus – Klein-Winternheim Bahnhof              |
| 55    | Kastel Krautgärten – Kastel Bahnhof – Kastel Brückenkopf – Landtag – Höfchen – Mainz Hauptbahnhof – Universität – Drais – Lerchenberg Hebbelstraße – Lerchenberg Hindemithstraße | Kastel Krautgärten – Kastel Bahnhof – Kastel Brückenkopf – Landtag – Höfchen – Mainz Hauptbahnhof – Universität – Drais – Lerchenberg Hebbelstraße – Lerchenberg Hindemithstraße | Kastel Krautgärten – Kastel Bahnhof – Kastel Brückenkopf – Landtag – Höfchen – Mainz Hauptbahnhof – Universität – Drais – Lerchenberg Hebbelstraße – Lerchenberg Hindemithstraße |
| 56    | Ginsheim Friedrich-Ebert-Platz – Bischofsheim Bahnhof – Gustavsburg Friedhof – Kostheim Mainbrücke – Kastel Bahnhof – Kastel Brückenkopf – Höfchen – Mainz Hauptbahnhof – Universität – Finthen Markthalle – Wackernheim Rathausplatz – Ingelheim am Rhein Bahnhof                               | Ginsheim Friedrich-Ebert-Platz – Bischofsheim Bahnhof – Gustavsburg Friedhof – Kostheim Mainbrücke – Kastel Bahnhof – Kastel Brückenkopf – Höfchen – Mainz Hauptbahnhof – Universität – Finthen Markthalle – Wackernheim Rathausplatz – Ingelheim am Rhein Bahnhof                               | Ginsheim Friedrich-Ebert-Platz – Bischofsheim Bahnhof – Gustavsburg Friedhof – Kostheim Mainbrücke – Kastel Bahnhof – Kastel Brückenkopf – Höfchen – Mainz Hauptbahnhof – Universität – Finthen Markthalle – Wackernheim Rathausplatz – Ingelheim am Rhein Bahnhof                               |
| 57    | Kastel Peter Sander Straße/Kastel Krautgärten – Kostheim Uthmannstraße – Kastel Bahnhof – Kastel Brückenkopf – Höfchen – Mainz Hauptbahnhof – Bretzenheim Sankt Bernhard – Bretzenheim Südring – Bretzenheim Gutenberg-Center                                                                    | Kastel Peter Sander Straße/Kastel Krautgärten – Kostheim Uthmannstraße – Kastel Bahnhof – Kastel Brückenkopf – Höfchen – Mainz Hauptbahnhof – Bretzenheim Sankt Bernhard – Bretzenheim Südring – Bretzenheim Gutenberg-Center                                                                    | Kastel Peter Sander Straße/Kastel Krautgärten – Kostheim Uthmannstraße – Kastel Bahnhof – Kastel Brückenkopf – Höfchen – Mainz Hauptbahnhof – Bretzenheim Sankt Bernhard – Bretzenheim Südring – Bretzenheim Gutenberg-Center                                                                    |
| 58    | Bischofsheim Treburer Straße – Bischofsheim Mainweg – Gustavsburg Friedhof – Kastel Bahnhof – Höfchen – Mainz Hauptbahnhof – Finthen Theodor-Heuss-Straße | Bischofsheim Treburer Straße – Bischofsheim Mainweg – Gustavsburg Friedhof – Kastel Bahnhof – Höfchen – Mainz Hauptbahnhof – Finthen Theodor-Heuss-Straße | Bischofsheim Treburer Straße – Bischofsheim Mainweg – Gustavsburg Friedhof – Kastel Bahnhof – Höfchen – Mainz Hauptbahnhof – Finthen Theodor-Heuss-Straße |
| 60    | Ginsheim Neckarstraße – Weisenau Wormser Straße – Höfchen – Mainz Hauptbahnhof – Mombacher Tor – Mombach Am Polygon | Ginsheim Neckarstraße – Weisenau Wormser Straße – Höfchen – Mainz Hauptbahnhof – Mombacher Tor – Mombach Am Polygon | Ginsheim Neckarstraße – Weisenau Wormser Straße – Höfchen – Mainz Hauptbahnhof – Mombacher Tor – Mombach Am Polygon |
| 62    | Weisenau Friedrich-Ebert-Straße – Volkspark – Universitätsmedizin – Hauptbahnhof – Höfchen – Synagogenplatz – Bismarckplatz – Gonsenheim Wildpark – Gonsenheim Josef-Ludwig-Platz | Weisenau Friedrich-Ebert-Straße – Volkspark – Universitätsmedizin – Hauptbahnhof – Höfchen – Synagogenplatz – Bismarckplatz – Gonsenheim Wildpark – Gonsenheim Josef-Ludwig-Platz | Weisenau Friedrich-Ebert-Straße – Volkspark – Universitätsmedizin – Hauptbahnhof – Höfchen – Synagogenplatz – Bismarckplatz – Gonsenheim Wildpark – Gonsenheim Josef-Ludwig-Platz |
| 63    | Weisenau Chana Khan Straße – Weisenau Wormser Straße – Höfchen – Hauptbahnhof – Mombacher Tor – Mombach Am Polygon | Weisenau Chana Khan Straße – Weisenau Wormser Straße – Höfchen – Hauptbahnhof – Mombacher Tor – Mombach Am Polygon | Weisenau Chana Khan Straße – Weisenau Wormser Straße – Höfchen – Hauptbahnhof – Mombacher Tor – Mombach Am Polygon |
| 64    | (Laubenheim Hans Zöller Straße –) Hechtsheim Frankenhöhe – Am Großberg – Bahnhof Römisches Theater – Höfchen – Hauptbahnhof West – Universität – Südwestrundfunk – Hartenbergpark – Hartenberg Ketteler-Kolleg                                                                                   | (Laubenheim Hans Zöller Straße –) Hechtsheim Frankenhöhe – Am Großberg – Bahnhof Römisches Theater – Höfchen – Hauptbahnhof West – Universität – Südwestrundfunk – Hartenbergpark – Hartenberg Ketteler-Kolleg                                                                                   | (Laubenheim Hans Zöller Straße –) Hechtsheim Frankenhöhe – Am Großberg – Bahnhof Römisches Theater – Höfchen – Hauptbahnhof West – Universität – Südwestrundfunk – Hartenbergpark – Hartenberg Ketteler-Kolleg                                                                                   |
| 65    | Weisenau Paul-Gerhardt-Weg – Am Großberg – Bahnhof Römisches Theater – Höfchen – (Brückenplatz)/Hauptbahnhof West – Universität – Südwestrundfunk – Hartenbergpark – Hartenberg Ketteler-Kolleg                                                                                                  | Weisenau Paul-Gerhardt-Weg – Am Großberg – Bahnhof Römisches Theater – Höfchen – (Brückenplatz)/Hauptbahnhof West – Universität – Südwestrundfunk – Hartenbergpark – Hartenberg Ketteler-Kolleg                                                                                                  | Weisenau Paul-Gerhardt-Weg – Am Großberg – Bahnhof Römisches Theater – Höfchen – (Brückenplatz)/Hauptbahnhof West – Universität – Südwestrundfunk – Hartenbergpark – Hartenberg Ketteler-Kolleg                                                                                                  |
| 66    | Nieder-Olm Schulzentrum | – Ebersheim – Heuerstraße – Hechtsheim Mühldreieck – Bahnhof Römisches Theater – Brückenplatz | – Ebersheim – Heuerstraße – Hechtsheim Mühldreieck – Bahnhof Römisches Theater – Brückenplatz |
| 66    | Zornheim Hahnheimer Straße | – Ebersheim – Heuerstraße – Hechtsheim Mühldreieck – Bahnhof Römisches Theater – Brückenplatz | – Ebersheim – Heuerstraße – Hechtsheim Mühldreieck – Bahnhof Römisches Theater – Brückenplatz |
| 67    | Zornheim Hahnheimer Straße – Ebersheim – Hechtsheim – Pariser Tor – Universitätsmedizin – Mainz Hauptbahnhof – Synagogenplatz – Goetheplatz | Zornheim Hahnheimer Straße – Ebersheim – Hechtsheim – Pariser Tor – Universitätsmedizin – Mainz Hauptbahnhof – Synagogenplatz – Goetheplatz | Zornheim Hahnheimer Straße – Ebersheim – Hechtsheim – Pariser Tor – Universitätsmedizin – Mainz Hauptbahnhof – Synagogenplatz – Goetheplatz |
| 68    | Hochheim Altenwohnheim – Kastel Bahnhof – Kastel Brückenkopf – Mainz Hauptbahnhof – Universität – Gonsenheim Lennebergplatz – Budenheim Bahnhof | Hochheim Altenwohnheim – Kastel Bahnhof – Kastel Brückenkopf – Mainz Hauptbahnhof – Universität – Gonsenheim Lennebergplatz – Budenheim Bahnhof | Hochheim Altenwohnheim – Kastel Bahnhof – Kastel Brückenkopf – Mainz Hauptbahnhof – Universität – Gonsenheim Lennebergplatz – Budenheim Bahnhof |
| 69    | Bodenheim – Gau-Bischofsheim Alter Bhf. | – Gau-Bischofsheim Abzw. Steigstraße – Möbel Martin – Bretzelbäckerei Ditsch – Mühldreieck – Landwehrweg – Universitätsmedizin – Hauptbahnhof – Goetheplatz | – Gau-Bischofsheim Abzw. Steigstraße – Möbel Martin – Bretzelbäckerei Ditsch – Mühldreieck – Landwehrweg – Universitätsmedizin – Hauptbahnhof – Goetheplatz |
| 69    | Bodenheim – Nackenheim – Lörzweiler – Harxheim | – Gau-Bischofsheim Abzw. Steigstraße – Möbel Martin – Bretzelbäckerei Ditsch – Mühldreieck – Landwehrweg – Universitätsmedizin – Hauptbahnhof – Goetheplatz | – Gau-Bischofsheim Abzw. Steigstraße – Möbel Martin – Bretzelbäckerei Ditsch – Mühldreieck – Landwehrweg – Universitätsmedizin – Hauptbahnhof – Goetheplatz |
| 70    | Marienborn Bahnhof – Bretzenheim Sankt Bernhard – Pariser Tor – Höfchen – Kaisertor – Straßenbahnamt | Marienborn Bahnhof – Bretzenheim Sankt Bernhard – Pariser Tor – Höfchen – Kaisertor – Straßenbahnamt | Marienborn Bahnhof – Bretzenheim Sankt Bernhard – Pariser Tor – Höfchen – Kaisertor – Straßenbahnamt |
| 71    | Finthen Poststraße – Lerchenberg Hindemithstraße – Bretzenheim Südring – Bretzenheim Albert-Stohr-Straße – Pariser Tor – Bahnhof Römisches Theater – Höfchen – Straßenbahnamt (– TSV Schott Gonsenheim)                                                                                          | Finthen Poststraße – Lerchenberg Hindemithstraße – Bretzenheim Südring – Bretzenheim Albert-Stohr-Straße – Pariser Tor – Bahnhof Römisches Theater – Höfchen – Straßenbahnamt (– TSV Schott Gonsenheim)                                                                                          | Finthen Poststraße – Lerchenberg Hindemithstraße – Bretzenheim Südring – Bretzenheim Albert-Stohr-Straße – Pariser Tor – Bahnhof Römisches Theater – Höfchen – Straßenbahnamt (– TSV Schott Gonsenheim)                                                                                          |
| 74    | Wiesbaden Hauptbahnhof – Biebrich Äppelallee – Schiersteiner Brücke – In der Dalheimer Wiese – Gonsenheim Elbestraße – Bretzenheim Hans Böckler Straße – Hechtsheim Mühldreieck | Wiesbaden Hauptbahnhof – Biebrich Äppelallee – Schiersteiner Brücke – In der Dalheimer Wiese – Gonsenheim Elbestraße – Bretzenheim Hans Böckler Straße – Hechtsheim Mühldreieck | Wiesbaden Hauptbahnhof – Biebrich Äppelallee – Schiersteiner Brücke – In der Dalheimer Wiese – Gonsenheim Elbestraße – Bretzenheim Hans Böckler Straße – Hechtsheim Mühldreieck |
| 75    | Mainz Hauptbahnhof – Universität – Duesbergweg – Hochschule Mainz – Jakob-Heinz-Straße/Arena | Mainz Hauptbahnhof – Universität – Duesbergweg – Hochschule Mainz – Jakob-Heinz-Straße/Arena | Mainz Hauptbahnhof – Universität – Duesbergweg – Hochschule Mainz – Jakob-Heinz-Straße/Arena |
| 76    | Laubenheim Rüsselsheimer Allee – Laubenheim Bahnhof – Frankenhöhe – Kath. Klinikum Mainz – Universitätsmedizin – Hauptbahnhof – Straßenbahnamt – Mombach Am Lemmchen | Laubenheim Rüsselsheimer Allee – Laubenheim Bahnhof – Frankenhöhe – Kath. Klinikum Mainz – Universitätsmedizin – Hauptbahnhof – Straßenbahnamt – Mombach Am Lemmchen | Laubenheim Rüsselsheimer Allee – Laubenheim Bahnhof – Frankenhöhe – Kath. Klinikum Mainz – Universitätsmedizin – Hauptbahnhof – Straßenbahnamt – Mombach Am Lemmchen |
| 78    | Landwehrweg – Höfchen – Hauptbahnhof West – Universität – Münchfeld – (Finthen Theodor-Heuss-Straße/)Finthen Römerquelle | Landwehrweg – Höfchen – Hauptbahnhof West – Universität – Münchfeld – (Finthen Theodor-Heuss-Straße/)Finthen Römerquelle | Landwehrweg – Höfchen – Hauptbahnhof West – Universität – Münchfeld – (Finthen Theodor-Heuss-Straße/)Finthen Römerquelle |
| 79    | Brückenplatz – Höfchen – Mainz Hauptbahnhof – Universität – Gonsenheim – Heidesheim – Heidenfahrt – Ingelheim am Rhein Bahnhof | Brückenplatz – Höfchen – Mainz Hauptbahnhof – Universität – Gonsenheim – Heidesheim – Heidenfahrt – Ingelheim am Rhein Bahnhof | Brückenplatz – Höfchen – Mainz Hauptbahnhof – Universität – Gonsenheim – Heidesheim – Heidenfahrt – Ingelheim am Rhein Bahnhof |
| 80    | Laubenheim Riedweg – Laubenheim Bahnhof – Weisenau Wormser Straße – Stadtpark – Höfchen – Hauptbahnhof – Bismarckplatz – Waldfriedhof – Budenheim Eaubonner Straße | Laubenheim Riedweg – Laubenheim Bahnhof – Weisenau Wormser Straße – Stadtpark – Höfchen – Hauptbahnhof – Bismarckplatz – Waldfriedhof – Budenheim Eaubonner Straße | – Uhlerborn – Heidesheim – Wackernheim – Ingelheim am Rhein Bahnhof |
| 80    | Laubenheim Riedweg – Laubenheim Bahnhof – Weisenau Wormser Straße – Stadtpark – Höfchen – Hauptbahnhof – Bismarckplatz – Waldfriedhof – Budenheim Eaubonner Straße | Laubenheim Riedweg – Laubenheim Bahnhof – Weisenau Wormser Straße – Stadtpark – Höfchen – Hauptbahnhof – Bismarckplatz – Waldfriedhof – Budenheim Eaubonner Straße | – Budenheim Waldschwimmbad |
| 81    | Laubenheim Hans-Zöller-Straße – Laubenheim Bahnhof – Weisenau Wormser Straße – Stadtpark – Höfchen – Hauptbahnhof – Bismarckplatz – Mombach Am Lemmchen | Laubenheim Hans-Zöller-Straße – Laubenheim Bahnhof – Weisenau Wormser Straße – Stadtpark – Höfchen – Hauptbahnhof – Bismarckplatz – Mombach Am Lemmchen | Laubenheim Hans-Zöller-Straße – Laubenheim Bahnhof – Weisenau Wormser Straße – Stadtpark – Höfchen – Hauptbahnhof – Bismarckplatz – Mombach Am Lemmchen |

Die Linien 6, 9, 28, 33 und 74 sind Gemeinschaftslinien mit der ESWE Verkehrsgesellschaft mbH. Die Linie 69 wird nach erheblichen Einschränkungen wegen Personalmangels seit dem 10. Juni 2024 als Gemeinschaftslinie mit der KRN betrieben.
Im Mainzer Stadtgebiet verkehren darüber hinaus noch Linien der KRN (630, 652, 653, 654 und 660), die aber ausschließlich von dieser betrieben werden und im Mainzer Stadtgebiet als Schnelllinien, also nur an ausgewählten Haltestellen halten. Dennoch gelten hier bis zur Tarifgrenze mit dem Rhein-Nahe-Nahverkehrsverbund die Fahrausweise des Rhein-Main-Verkehrsverbundes.

#### Nachtlinien
| Linie | Linienweg |
| ----- | --- |
| 90    | Laubenheim Rüsselsheimer Allee – Wormser Straße – Höfchen – Mainz Hauptbahnhof – Universität – Südring – Marienborn Bahnhof |
| 91    | Ginsheim Friedrich-Ebert-Platz – Bischofsheim Bahnhof – Gustavsburg – Kostheim Uthmannstraße – Kastel Bahnhof – Kastel Brückenkopf – Höfchen – Mainz Hauptbahnhof – Universität – Münchfeld – Finthen Theodor Heuss Straße (– Wackernheim Rathausplatz – Ingelheim am Rhein Bahnhof) |
| 92    | Weisenau Friedrich-Ebert-Straße – Hechtsheimer Straße – Kath. Klinikum Mainz – Universitätsmedizin – Mainz Hauptbahnhof – Synagogenplatz – Straßenbahnamt – Gonsenheim Wildpark |
| 93    | Frankenhöhe – Hechtsheimer Straße – Bahnhof Römisches Theater – Höfchen – Hauptbahnhof – Universität – Lerchenberg Hindemithstraße |

Neben den aufgeführten Nachtlinien verkehren auch die weiter oben aufgeführten Linien 6, 50, 51, 52, 66, 68, 79 und 80 im Nachtverkehr. Weiterhin gibt es die ESWE-Linie N7 von der Wiesbadener Innenstadt über Erbenheim und Kastel nach Kostheim, die konzessionsrechtlich eine weitere Gemeinschaftslinie mit der MVG ist, aber planmäßig ausschließlich von ESWE Verkehr bedient wird.
Im sonn- und feiertäglichen Frühverkehr (bis 8 Uhr) verkehren statt der regulären Linien ebenfalls die Nachtlinien und zusätzlich auch die Linien 9, 33 und 76.

#### Sonderlinien
| Linie | Linienweg                                                          |
| ----- | ------------------------------------------------------------------ |
| M     | Messelinie Hechtsheim Messe – Heuerstraße – Hechtsheim Mühldreieck |

Die Messelinie pendelt nur an Messetagen zwischen dem Messegelände und Hechtsheim/Mühldreieck, wo Anschluss zu den Straßenbahnlinien 50 und 53 aus bzw. in Richtung Mainz-Innenstadt besteht. Der angebotene Takt richtet sich nach der Beauftragung des Veranstalters. Bei Großveranstaltungen von mehr als 10.000 Besuchern fährt die Linie auch durchgängig von/bis Hauptbahnhof.
Des Weiteren gibt es linienunabhängige E-Fahrten an Schultagen zwischen 6 und 9 Uhr sowie zwischen 12 und 17 Uhr.
Zu Heimspielen des 1. FSV Mainz 05 wird ein Shuttle-Verkehr mit Bussen zwischen dem Mainzer Hauptbahnhof und der MEWA-Arena angeboten.

## Aktueller Fuhrpark
Busse:
- Wagen 100: Büssing/Emmelmann TU11 – 1958 (Museumswagen – In Restauration)
- Wagen 637: Mercedes-Benz O405G – 1991 (Museumswagen – Nutzung durch Traditionsbus Mainz)
- Wagen 751, 753-759, 761, 763-766, 768-772, 774-776, 778-780: MAN A23 NG313 Lion’s City – 2007
- Wagen 826, 827: MAN A21 NL273 Lion’s City – 2009
- Wagen 781-787: Mercedes-Benz Citaro C2G  – 2011
- Wagen 828-830: Mercedes-Benz Citaro C2 – 2011 (Kein Linienverkehr: 828, 829 – Fahrschulbusse)
- Wagen 831-834: Mercedes-Benz Citaro C2 – 2013 (Kein Linienverkehr: 831 – Fahrschulbus)
- Wagen 900, 901, 903-932: Mercedes-Benz Citaro C2G – 2013
- Wagen 940-962: Mercedes-Benz Citaro C2G – 2018
- Wagen 963-979: Mercedes-Benz Citaro C2G – 2021
- Wagen 800-805: Caetano H2 City.Gold – 2021
- Wagen 605-627: MAN Lion’s City 18E – 2022
- Wagen 700-714: MAN Lion’s City 18C EfficientHybrid – 2023
- Wagen 835-841: MAN Lion’s City 12C EfficientHybrid – 2023

Busse des Subunternehmers DB Regio Bus Mitte GmbH:
- Wagen 301-305: MAN A21 NL283 Lion’s City – 2016
- Wagen 306-321: MAN A23 NG323 Lion’s City – 2016
- Wagen 322: MAN A23 NG323 Lion’s City – 2017
- Wagen 370: MAN A23 NG363 Lion’s City – 2020
- Wagen 323-326: MAN Lion’s City 18C EfficientHybrid – 2021
- Wagen 327-336: MAN Lion’s City 12C EfficientHybrid – 2021

Straßenbahnen:
- Wagen 277: Duewag M8S – 1975 (1987 gebraucht aus Bielefeld gekauft, dauerhaft außer Betrieb)
- Wagen 271-276: Duewag M8C – 1984
- Wagen 201-216: Adtranz GT6M-ZR – 1996
- Wagen 217-225: Stadler Variobahn – 2011–2012
- Wagen 227-236: Stadler Variobahn – 2015–2016

Historische Straßenbahnen:
- Wagen 93: Gebrüder Gastell Mombach Typ 2 × ZR Tw – 1929
- Wagen 97: Westwaggon Typ 3 × ZR Tw – 1950
- Wagen 226: Westwaggon Werk Gastell Typ 6 × ZR GTw – 1958

Stand: 29.07.2025

## Eigenwerbung
Die Eigenwerbung der Mainzer Verkehrsgesellschaft erfolgte bis 26. November 2017 über den Sympathieträger „Mobilixx“, der einen Bus symbolisierte. Durch die Einführung der Marke „Mainzer Mobilität“ wurde der Mobilixx entfernt und ist in den Ruhestand gegangen. Seitdem erfolgt die Eigenwerbung über das „M“, das auch bei den Mainzer Stadtwerken Anwendung findet, und über den Slogan „MAINZIGARTIG MOBIL“. Mit Werbesprüchen werden entweder Fahrkarten oder die Mainzer Mobilität selbst beworben.